# Erhard Ludwig

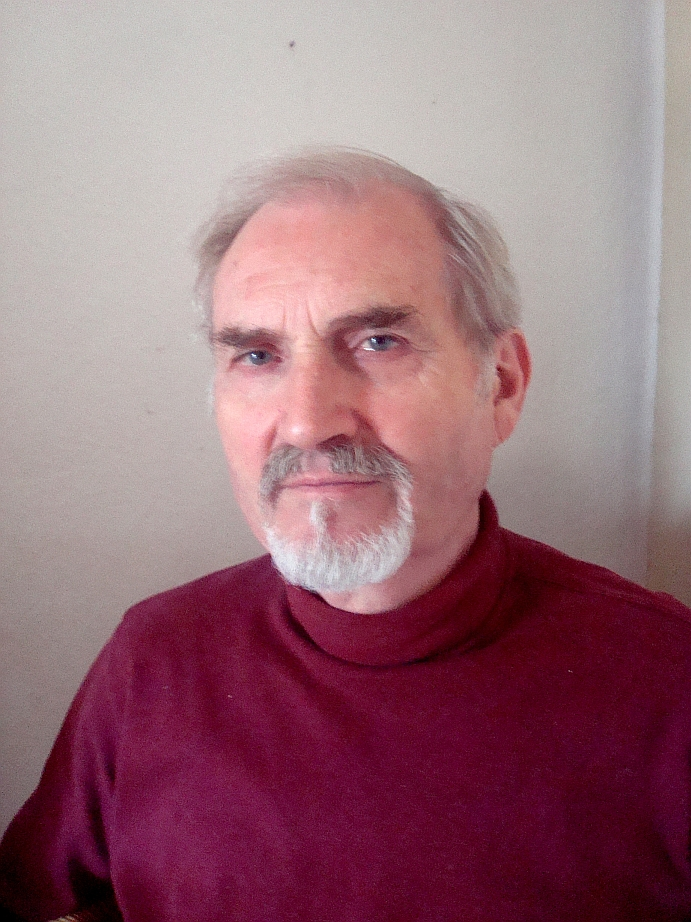
Erhard Ludwig

Erhard Ludwig (* 2. Oktober 1938 in Berlin; † 23. Januar 2019) war ein deutscher Mykologe aus Berlin. Sein offizielles Autorenkürzel lautet „E. Ludw.“

## Leben
Ludwig besuchte das Gymnasium bis zum Abitur 1958. Anschließend durchlief er eine Berufsausbildung zum Zollinspektor – seine letzte Dienststelle war Wilhelmshaven. 1963 wechselte er in den Berliner Landesdienst zur Senatsverwaltung für Schulwesen. Dort war er zuletzt als Haushaltsreferent im Amt eines Regierungsdirektors tätig. 1996 trat er im Rahmen der Zusammenlegung von Senatsressorts in den Ruhestand und widmete sich seither bis zu seinem Ableben 2019 intensiv der mykologischen Forschung und dem Verfassen und der Herausgabe von Artikeln und Büchern auf diesem Wissenschaftsgebiet.
Erhard Ludwig war verheiratet und hatte zwei Töchter.

## Wirken
Bereits im Kindesalter wurde Ludwig durch seine Mutter ans Pilzesammeln herangeführt. Im 16. Lebensjahr erlitt er eine schwere Pilzvergiftung – Auslöser war eine Art, die damals als guter Speisepilz galt und auch heute noch teils ohne Sofortfolgen verzehrt wird. Seit dem 35. Lebensjahr betrieb Ludwig die Pilzkunde intensiver. Er trat der Deutschen Gesellschaft für Mykologie und einer kleinen pilzkundlichen Berliner Arbeitsgruppe bei.
Nach anfänglichen Misserfolgen in der Pilzfotografie erlernte der Mykologe autodidaktisch die Aquarelltechnik. Er malte 3750 Pilzarten im Aquarell in schätzungsweise 25.000 Einzeldarstellungen. Die Bilder waren die Grundlage für eine 6-bändige Pilz-Ikonografie, an der er seit 25 Jahren arbeitete. Band 1, 2, 3 und 4 sind bereits erschienen – für sein Werk „Pilzkompendium“ bekam Erhard Ludwig am 9. Juli 2007 von der Regensburgischen Botanischen Gesellschaft den Anton-de-Bary-Preis verliehen. Zwischenzeitlich lieferte der Mykologe Pilzillustrationen zu Fachartikeln und -büchern, verfasste eigene Fachartikel und hat auch für die Wissenschaft neue Pilzarten entdeckt und beschrieben. 2016 wurde er zum Ehrenmitglied der Deutschen Gesellschaft für Mykologie ernannt.
1991 gründete Ludwig gemeinsam mit anderen Pilzfreunden die Pilzkundliche Arbeitsgemeinschaft Berlin-Brandenburg e.V. (PABB), die aus knapp 50 Mitgliedern besteht (Stand 12/2011).

## Schriften (Auswahl)

### Bücher
- Pilzkompendium. Band 1: Abbildungen. Die kleineren Gattungen der Makromyzeten mit lamelligem Hymenophor aus den Ordnungen Agaricales, Boletales und Polyporales. IHW-Verlag, Eching 2001, ISBN 3-930167-42-5.
- Pilzkompendium. Band 1: Beschreibungen. Die kleineren Gattungen der Makromyzeten mit lamelligem Hymenophor aus den Ordnungen Agaricales, Boletales und Polyporales. IHW-Verlag, Eching 2001, ISBN 3-930167-43-3.
- Pilzkompendium. Band 2: Abbildungen. Die größeren Gattungen der Agaricales mit farbigem Sporenpulver (ausgenommen Cortinariaceae). Fungicon Verlag, Berlin 2007, ISBN 978-3-940316-00-4.
- Pilzkompendium. Band 2: Beschreibungen. Die größeren Gattungen der Agaricales mit farbigem Sporenpulver (ausgenommen Cortinariaceae). Fungicon Verlag, Berlin 2007, ISBN 978-3-940316-01-1.
- Pilzkompendium. Band 3: Abbildungen. Die restlichen Gattungen der Lamellenpilze mit weißem Sporenpulver – ausgenommen Melanoleuca. Fungicon Verlag, Berlin 2012, ISBN 978-3-940316-02-8.
- Pilzkompendium. Band 3: Beschreibungen. Die restlichen Gattungen der Lamellenpilze mit weißem Sporenpulver – ausgenommen Melanoleuca. Fungicon Verlag, Berlin 2012, ISBN 978-3-940316-03-5.
- Pilzkompendium. Band 4: Abbildungen. Cortinariaceae I – Cortinarius (part I), Galerina, Hebeloma, Hebelomina, Inocybe, Phaeogalera. Fungicon Verlag, Berlin 2017, ISBN 978-3-940316-04-2.
- Pilzkompendium. Band 4: Beschreibungen. Cortinariaceae I – Cortinarius (part I), Galerina, Hebeloma, Hebelomina, Inocybe, Phaeogalera. Fungicon Verlag, Berlin 2017, ISBN 978-3-940316-05-9.
- Andreas Gminder, Peter Karasch, Zeichnungen von Erhard Ludwig: Das Kosmos Handbuch Pilze. Kosmos Verlags-GmbH, Stuttgart 2023, ISBN 978-3-440-17027-4.

### Einzelpublikationen
- mit Heinz Ebert und Thomas Rödig: Neue oder seltene Arten aus der Gattung Entoloma. In: Zeitschrift für Mykologie. 58(2). Deutsche Gesellschaft für Mykologie 1992, S. 185–196. (betreffende Taxa in dieser Publikation: Entoloma luteobasis, Entoloma ollare)
- mit Heinz Engel, A. Dermek, W. Klofac und T. Brückner: Schmier- und Filzröhrlinge s.l. in Europa. 1996, ISBN 3-926470-08-9. (betreffende Taxa in dieser Publikation: Boletellus ridiculus, Suillus berkeleyi, Suillus grisellus, Suillus lakei var. landkammeri, Suillus pinetorum, Suillus weaverae, Xerocomus armeniacus f. luteolus, Xerocomus brunneocitrinus, Xerocomus chrysenteron f. aereomaculatus, Xerocomus chrysenteron f. gracilis, Xerocomus luteovinaceus, Xerocomus minutiporus, Xerocomus persicolor, Xerocomus quercinus, Xerocomus sect. Armeniaci, Xerocomus spadiceomaculans, Xerocomus subilludens, Xerocomus subpalustris, Xerocomus subsect. Chrysenteri, Xerocomus subsect. Truncati, Xerocomus subtomentosus var. variicolor)
- Ein neuer Sternsporling – Hygroaster lacteus und die Gattungen Hygroaster/Omphaliaster aus heutiger Sicht. In: Zeitschrift für Mykologie. 63(2). Deutsche Gesellschaft für Mykologie 1997, S. 155–162. (betreffende Taxa in dieser Publikation: Hygroaster ianthinocystis, Hygroaster lacteus, Hygroaster nauseodulcis)
- Hygrocybe rigelliae (Velen.) E.Ludwig comb. nov. und Hygrocybe roseascens sp. nova, eine nahestehende Art aus der Untergattung Cuphophyllus (Agaricales, Hygrophoraceae, Tricholomataceae). In: Feddes Repertorium Specierum Novarum Regni Vegetabilis. 115(1-2), 2004, S. 35–42. (betreffende Taxa dieser Publikation: Hygrocybe rigelliae, Hygrocybe roseascens)
- Les Entoloma de la sous-section Icterina. In: Bulletin de la Société Mycologique de France. 120(1-4). Société Mycologique de France 2004, S. 73–77. (betreffendes Taxon in dieser Publikation: Entoloma olivaceostipitatum)
- mit P. Roux: Coprinus levisticolens und Coprinus citrinovelatus zwei neue, leicht kenntliche Tintlinge. In: Zeitschrift für Mykologie. 61(1). Deutsche Gesellschaft für Mykologie 1995, S. 29–37. (betreffende Taxa in dieser Publikation: Coprinus citrinovelatus, Coprinus levisticolens)
- mit P. Mohr: Vier neue Arten aus den Gattungen Leucoagaricus und Leucocoprinus mit bräunlichen bis rußfarbigen Tönungen in den Hutfarben. In: Feddes Repertorium Specierum Novarum Regni Vegetabilis. 115(1-2), 2004, S. 20–34. (betreffende Taxa in dieser Publikation: Leucoagaricus atroalbus, Leucoagaricus brunneosquamulosus, Leucoagaricus fuligineodiscus, Leucocoprinus canariensis, Leucocoprinus heinemannii var. melanotrichoides, Leucocoprinus mauritianus)
- mit L. Örstadius: Psathyrella effibulata (Agaricales), a new species lacking clamp connections. In: Windahlia. 22. Fungiflora, Oslo 1997, S. 81–83. (betreffendes Taxon in dieser Publikation: Psathyrella effibulata)